# بیمه اجتماعی
هدف اصلی این بیمه ها پوشش نیروی کار کشور و تأمین آنها در مقابل بیماری، از کار افتادگی، بازنشستگی و امثال آن است که کلا بیمه‌های اجتماعی نامیده می‌شوند.این بیمه‌ها جنبه بازرگانی ندارند و جنبه حمایتی و تعاونی آن بیشتر مورد نظر است و به همین جهت نام اجتماعی نیز به آن اضافه شده است .
در تدوین بیمه‌های اجتماعی معمولا از استانداردهای تعیین شده توسط سازمان بین‌المللی کار و سازمانهای بین‌المللی تأمین اجتماعی پیروی می‌شود.
در این نوع بیمه، برخلاف بیمه‌های بازرگانی ، حق بیمه ممکن است از سوی شخص دیگری نظیر کارفرما یا دولت برای افراد پرداخت شود و افراد بدون پرداخت حق بیمه یا پرداخت جزئی از آن، از مزایای آن بهره‌مند شوند.
از مهمترین بیمه‌های اجتماعی، بیمه بیکاری است که در اکثر کشورهای پیشرفته جهان برقرار است و اولین طرح ملی بیمه بیکاری اجباری در انگلستان در سال ۱۹۱۱ تصویب گردید و پس از آن در بسیاری کشورهای اروپائی مورد عمل قرار گرفت.
بیمه اجتماعی هر برنامهٔ حکومت بنیان است با این چهار مشخصه:
- مزایا، معیارهای واجدین شرایط و دیگر جنبه‌های برنامه را دولت تعیین می‌کند؛
- برای درآمدها وبرآمدها تدارکات مالی صریح (غالباً از طریق یک صندوق تراست) ایجاد می‌شود؛
- از طریق مالیات‌ها یا عوارض پرداخت شده توسط (یا به نیابت از) شرکت کنندگان تأمین بودجه می‌شود (گرچه منابع اضافی تأمین بودجه هم شاید مهیا شود)؛
- برنامه به جمعیت معینی خدمات می‌رساند، و مشارکت یا اجباریست یا برنامه به حد کافی یارانه دهی می‌شود که بیشتر افراد واجد شرایط مشارکت در آن را انتخاب کنند.[۲]

بیمه اجتماعی همچنین برنامه‌ای تعریف شده که در آن ریسک‌ها توسط یک سازمان غالباً دولتی منتقل و جمع می‌شود، یعنی قانوناً ملزم به فراهم آوری مزایای مشخصی است.